# Península de Al-Faw

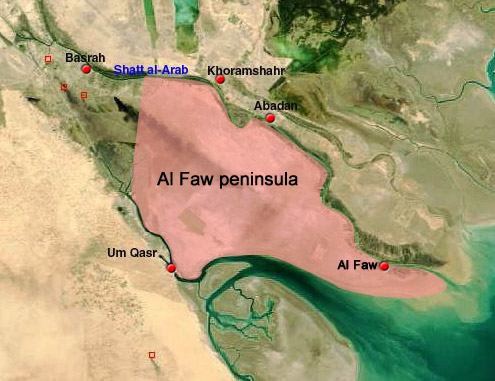
Península de Al-Faw, Iraque

A península de Al-Faw (em árabe: شبه جزيرة الفاو; em persa:شبه جزیره فاو) também transcrito como Fao ou Fawr, é uma península e região pantanosa contígua ao Golfo Pérsico no extremo sudeste do Iraque, a sudeste da cidade de Baçorá (Iraque) e a sudoeste de Abadã (Irão).
É o lugar onde se encontram uma série de instalações petrolíferas importantes, sobretudo as duas principais instalações de terminais de petróleo do Iraque, Khor Al-Amaya e Mina Albacar. A sua principal importância é a localização estratégica, pois dá o controlo do acesso ao Xatalárabe (e portanto o acesso ao porto de Baçorá).
A única cidade importante na península é Umm Qasr, que serve como porto pesqueiro e que compreendia a principal base naval do Iraque na época de Saddam Hussein.
Em 1986 foi ocupada pelo Irão durante a Guerra entre este país e o Iraque na Primeira Batalha de Al-Faw e a Operação Amanhecer 8. Em 2003 foi ocupada de novo mas desta vez por forças norte-americanas e de alguns países europeus.